# Научно-исследовательский институт Министерства оборонной промышленности Азербайджана
Научно-исследовательский институт Министерства оборонной промышленности Азербайджана был создан указом президента Азербайджана в 2006 году.

## История
Создан указом президента Азербайджана в 2006 году. Институт создан с целью проведения научных исследований в сфере продукции оборонного назначения.

## Деятельность
- Проведение научно-исследовательских и опытно-конструкторских работ по разработке и созданию, по организации капитального ремонта и усовершенствованию изделий специального и двойного назначения, организация их производства на предприятиях  министерства оборонной промышленности.
- Проведение научно-исследовательских и опытно-конструкторских работ по созданию альтернативных  источников энергии.
- Подготовки научных кадров на базе высших учебных заведений Азербайджана и зарубежных стран.